# Брянский, Алексей Сергеевич
Алексей Сергеевич Брянский (род. 14 сентября 1997, Иркутск) — российский пловец, четырёхкратный чемпион мира 2016 года на короткой воде, участник Олимпийских игр 2016 года на дистанции 50 метров вольным стилем, двукратный чемпион первых Европейских игр в Баку, многократный призёр чемпионатов России, бронзовый призер Всемирной летней универсиады 2017, бронзовый призер первенства мира по плаванию, Заслуженный Мастер Спорта России.
Основатель школы плавания «Плыви Москва» 

## Спортивная биография
Заниматься плаванием Алексей начал в 7 лет. Первым тренером стал Виктор Борисович Агеенко. В июне 2015 года Брянский вошёл в состав сборной России для участия в первых Европейских играх в Баку. На соревнованиях российский пловец выступил в двух индивидуальных и трёх эстафетных дисциплинах. На 50-метровке вольным стилем Брянский уверенно пробился в финал, где, показав результат 22,69 с., занял третье место. На дистанции вдвое длиннее молодой россиянин также был близок к попаданию в число призёров, но стал лишь 4-м. Обе свои золотые медали Алексей завоевал в составе сборных, причём и в смешанной, и в комбинированной эстафете Брянский плыл только на предварительных этапах. Ещё одну медаль Алексей завоевал по итогам мужской эстафеты 4×100 метров вольным стилем.
В апреле 2016 года Алексей с результатом 22,16 с. занял второе место на чемпионате России на дистанции 50 метров вольным стилем, став при этом первым за 26 лет иркутским спортсменом, кому удалось попасть в число призёров национального первенства по плаванию. Этот результат позволил Алексею также выполнить олимпийский квалификационный норматив «A», однако он оказался на 0,15 с. медленнее, чем норматив ВФП, что исключало Брянского из числа претендентов на участие в летних Олимпийских играх в Рио-де-Жанейро. 24 апреля главный тренер национальной сборной объявил, что было принято решение включить в состав на Игры 2016 года 4-х перспективных спортсменов, в числе которых оказался и Алексей Брянский.
18 июля 2016 года Алексей занял 1-е место на дистанции 50 метров вольным стилем в финале Кубка России с результатом 22,13 сек.
Основатель школы плавания "Плыви Москва".

## Личные рекорды
По состоянию на июнь 2020 года
| Длинная вода         | Длинная вода | Длинная вода | Длинная вода     |
| Дистанция            | Время        | Дата         | Место проведения |
| -------------------- | ------------ | ------------ | ---------------- |
| 50 м вольным стилем  | 22,13        | 23.04.2015   | Руза             |
| 100 м вольным стилем | 49,74        | 19.04.2016   | Москва           |
| 200 м вольным стилем | 1:58,09      | 23.04.2015   | Абакан           |
| 400 м вольным стилем | 4:25,15      | 11.02.2015   | Абакан           |

| Короткая вода        | Короткая вода | Короткая вода | Короткая вода    |
| Дистанция            | Время         | Дата          | Место проведения |
| -------------------- | ------------- | ------------- | ---------------- |
| 50 м вольным стилем  | 21,40         | 07.12.2016    | Уинсор           |
| 100 м вольным стилем | 47,45         | 09.11.2016    | Казань           |
| 200 м вольным стилем | 1:53,26       | 08.11.2015    | Казань           |
| 400 м вольным стилем | 4:18,49       | 16.10.2014    | Новокузнецк      |